# Жижма
Жи́жма (лит. Žižma, бел. Жы́жма) — река в Гродненской области Беларуси и Вильнюсском уезде Литвы. Правый приток нижнего течения Гавьи.

## Описание
Длина реки — 82 км, площадь бассейна — 584 км², среднегодовой расход воды в устье — 4,1 м³/с. Уклон реки — 0,8 м/км.
Истоки реки находятся на территории Литвы у деревни Пятрошкос на высоте 200 м над уровнем моря в Шальчининкском районе, далее река протекает по заболоченной долине шириной 400—800 м в Вороновском, Лидском и Ивьевском районах Гродненской области, впадая справа в реку Гавья.
Ширина реки до 15 м, больших притоков нет, берега песчано-илистые, местами обрывистые. Около 27 км русла канализировано.

## Происхождение названия
Гидроним Жижма имеет угро-финское происхождение, формант -ма означает «берег», «земля».
Согласно А. Ванагасу, гидроним балтского происхождения, имеет соответствия на территории Литвы и Латвии — лит. Žižma, Žiužma, Žiežmuo, Žiežmara, лтш. Zizma. Связан с лит. žiežti «бурчать, злиться», žiežmara «ведьма». По мнению Ванагаса, принадлежит в ряду известных по многим индоевропейским языкам гидронимов со значением злости, таким как рус. Лютка.
В предыдущей своей работе Ванагас говорил о финно-угорском происхождении гидронима Жижма (Žižma).
Согласно Шилову, гидроним Жижма восходит к финно-угорскому tšiežm — «лесная глушь», sysmä — «тайга, дремучий лес».